# Охоронниця (фільм)
«Охоронниця» — кінофільм режисера Усмана Сапарова, що вийшов на екрани в 2008 році.

## Зміст
Іванна була охоронцем під прикриттям, але провалила завдання. Її клієнт убитий, а особу кілера бачила тільки вона і ще один свідок – актор Азаров. Дівчину звільняють через невдачі, але вона розуміє, що на цьому справа не закінчиться. Найманець буде намагатися всіма силами прибрати тих, хто може його упізнати. Іванна наймається охороняти Азарова, граючи роль його коханки, але поступово дійсно закохується у свого підопічного.

## Ролі
| Актор                        | Роль |
| ---------------------------- | ---- |
| Ірина Апексімова             | -    |
| Дмитро Марьянов              | -    |
| Віктор Раков                 | -    |
| Людмила Нільська             | -    |
| В'ячеслав Гришечкін          | -    |
| Наталія Просветова           | -    |
| Олександра Афанасьєва-Шевчук | -    |
| Володимир Майсурадзе         | -    |
| Андрій Тартаків              | -    |
| Олександр Числов             | -    |

## Знімальна група
- Режисер — Усман Сапаров
- Сценарист — Микола Костюков, Наталя Нікішина
- Продюсер — Валентин Опалєв, Влад Ряшин
- Композитор — Валерій Лавров